# Guslagie Malanda
Guslagie Malanda (Parigi, 1990) è un'attrice francese.

## Biografia
Nata a Parigi da genitori africani, Guslagie Malanda inizia a lavorare in teatro nel 2012. Due anni dopo partecipa al film Mon amie Victoria che ottiene un discreto successo in Francia. Nel 2022, grazie all'interpretazione di Laurence Coly, una disperata immigrata nel film Saint Omer, candidato al Leone d'oro alla 79ª Mostra internazionale d'arte cinematografica di Venezia, ottiene un successo di pubblico e critica in tutta l'Europa, venendo candidata al Premio César per la migliore promessa femminile.

## Filmografia
- Mon amie Victoria, regia di Jean Paul Civeyrac (2014)
- Saint Omer, regia di Alice Diop (2022)
- The Beast (La Bête), regia di Bertrand Bonello (2023)
- Dossier 137, regia di Dominik Moll (2025)